# Iganzo
Iganzo ist ein Verwaltungsbezirk (Ward) des Distrikts Mbeya (CC) in der tansanischen Region Mbeya.

## Geografie
Iganzo ist ein Bezirk im Norden der Regionshauptstadt Mbeya. Die Nationalstraße T8 teilt den Bezirk in zwei Teile. Der Südosten ist ein flacher, stark besiedelter Teil, im Nordwesten steigt das Gelände bewaldet an und ist nur wenig besiedelt. Die Fläche des Stadtteils beträgt 9,9 Quadratkilometer und bei der Volkszählung 2022 lebten hier 27.084 Menschen in 7481 Haushalten.

## Gliederung
Der Bezirk besteht aus vier Stadtteilen (Mtaa):
- Iganzo
- Nkuyu
- Mwambenja
- Igodima

## Wirtschaft und Infrastruktur
- Bildung: Iganzo ist einer der vier Standorte des College of Business Education in Tansania.[6]
- Gesundheit: Im Bezirk befindet sich eine staatliche Apotheke.[7] Eine der ältesten Apotheken Tansanias ist die 1973 gegründete Apotheke der Siebenten-Tags-Adventisten.[8]